# Dehesas de Guadix
Dehesas de Guadix er en by og kommune i det sydøstlige Spanien i provinsen Granada. Den har et indbyggertal på 383 (2024) indbyggere.